# Norwich Rüße

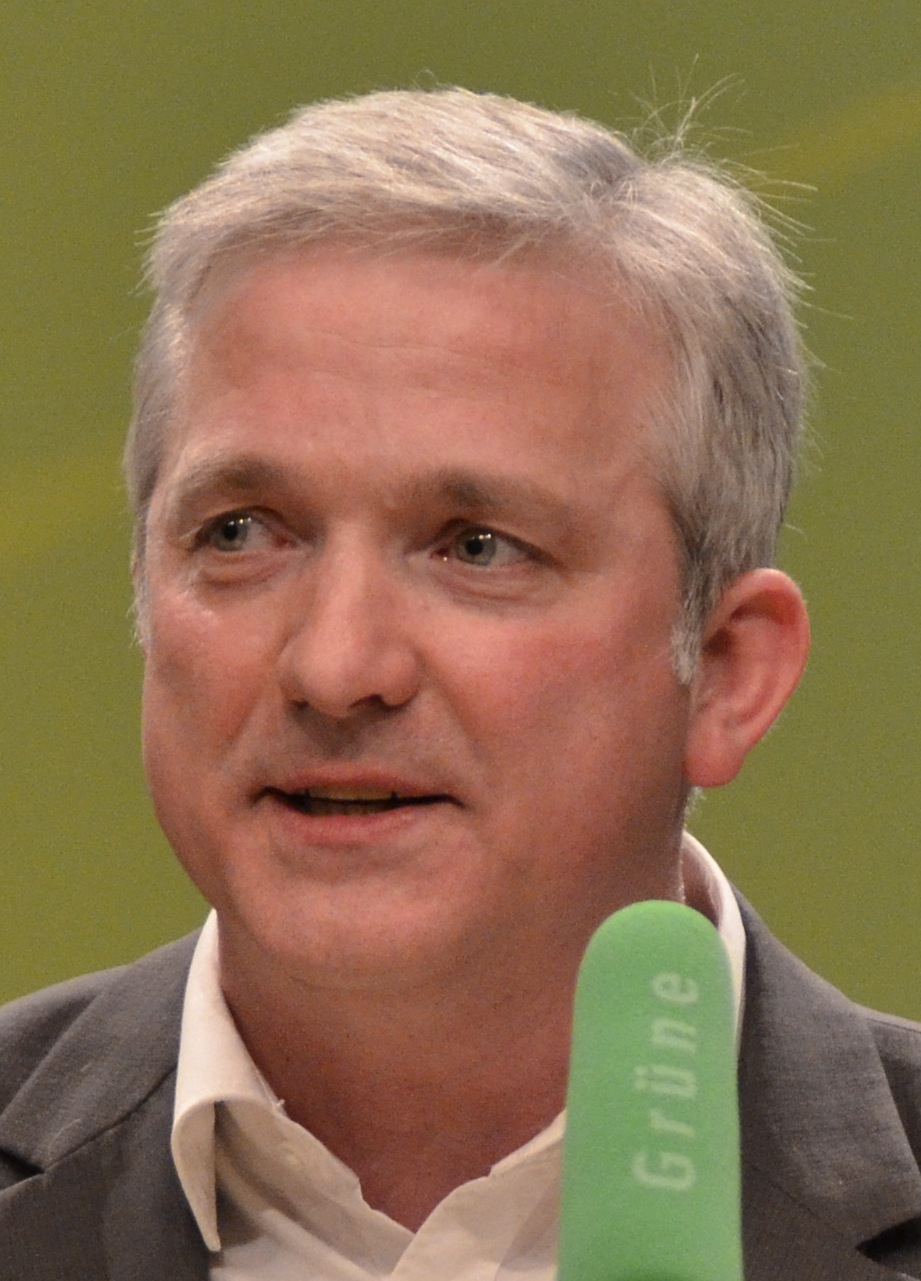
Norwich Rüße (2012)

Norwich Rüße (* 19. April 1966 in Burgsteinfurt) ist ein deutscher Politiker (Bündnis 90/Die Grünen). Er ist seit 2010 Mitglied des Landtags von Nordrhein-Westfalen.

## Biografie
Rüße wuchs in Burgsteinfurt auf und besuchte dort das Gymnasium Arnoldinum. Nach dem Abitur im Jahre 1985 studierte er Geschichte und Biologie auf Lehramt an der Technischen Universität, der Freien Universität und der Humboldt-Universität in Berlin. 1993 legte er das Erste Staatsexamen für das Lehramt ab. Anschließend war er von 1994 bis 1999 Stipendiat und Volontär am LWL-Institut für westfälische Regionalgeschichte in Münster. Im Nebenerwerb bewirtschaftet er nach den Richtlinien des ökologischen Landbaus (Anbauverband: Bioland) den von seinen Eltern übernommenen Bauernhof, der seit sechs Generationen im Familienbesitz ist.

## Politik
Rüße gehört seit 1997 der Partei Bündnis 90/Die Grünen an. Er war ab 1997 sachkundiger Bürger im Rat der Stadt Steinfurt und hatte von 2004 bis 2009 ein Mandat im Rat der Stadt inne, von 2004 bis 2010 auch im Kreistag des Kreises Steinfurt. Von 2000 bis 2010 war Rüße Kreisgeschäftsführer der Grünen im Kreis Steinfurt. Er war von 2015 bis 2022 Vorsitzender des Bezirksverbandes Westfalen und von 2016 bis 2022 Beisitzer im Vorstand des Kreisverbandes Steinfurt der Grünen. Seit 2022 ist er Vorsitzender des Kreisverbandes Steinfurt der Grünen.
Bei den Landtagswahlen 2010, 2012, 2017 und 2022 wurde Rüße über die Landesliste seiner Partei in den Landtag Nordrhein-Westfalen gewählt. In der 17. Legislaturperiode war er Obmann seiner Fraktion im Parlamentarischen Untersuchungsausschuss des Landtages „Untersuchungsausschuss II (Hackerangriff/Stabsstelle)“. Von 2015 bis 2017 war er stellvertretender Fraktionsvorsitzender, seit August 2022 übt er dieses Amt erneut aus. In der 18. Legislaturperiode ist er Sprecher für Landwirtschaft, Tierschutz und Verbraucherschutz der Landtagsfraktion der Grünen.

## Privates
Rüße ist verheiratet und Vater von zwei Töchtern. Er wohnt auf dem eigenen Hof in Steinfurt.